# Šentilj v Slovenskih goricah
Šentilj v Slovenskih goricah este o localitate din comuna Šentilj, Slovenia, cu o populație de 1.378 de locuitori.